# Centre commémoratif du génocide de Bisesero
Le Centre commémoratif du génocide de Bisesero est situé sur les collines de Bisesero, à l'est de Kibuyé, sur la côte ouest du Rwanda, et commémore le Génocide perpétré contre les Tutsi au Rwanda en 1994.
Le site, difficile d'accès et réputé imprenable lors des massacres qui précèdent le génocide de 1994, reçoit beaucoup de Tutsis cherchant réfuge sur les hauteurs des collines pour échapper à la mort.
Les restes de victimes y sont enterrés.

## Emplacement
| \| 150 km1:3 445 000 \| Kibuye Gisenyi Bisesero Ntarama Kigali Nyamata Murambi Rusiga |
| 150 km1:3 445 000                                                                     |

| 150 km1:3 445 000 |

| Mémoriaux du génocide des Tutsis au Rwanda |
| (2018) Année d'inauguration                |

Contrairement à la plupart des sites mémoriaux du génocide, le site de Bisesero ne se trouve ni en zone urbaine, ni n'abrite une bâtisse religieuse. Réputé difficile d'accès au moment des tueries, il est le lieu, sur les hauteurs des collines, de la lutte et de la résistance la plus acharnée des Tutsi face à leurs assaillants. 
Bisesero désigne deux secteurs administratifs. C’est un nom générique évoquant toutes les collines de la région et symbolique d’un lieu dont les habitants, les Basesero, ont une tradition de résistance aux tueries contre les Tutsi.  
Cette réputation est confirmée en 1994, beaucoup de Tutsi fuyant les massacres à la paroisse de Mubuga (le 15 avril), à l’hôpital adventiste de Mugonero-Ngoma (le 16 avril), à l’église de Kibuye (le 17 avril), au stade Gatwaro (le 18 avril), au mont Karongi (le 26 avril) et à la colline Kizenga (le 28 avril), se réfugient à Bisesero. 
Le site commémore le Génocide perpétré contre les Tutsi du Rwanda de 1994. Il est l'un des principaux sites commémoratifs nationaux. Quelques autres sites sont le Centre commémoratif de Murambi, le Mémorial du génocide à Kigali et le Mémorial de Nyarubuye. Il en existe plus de 250 enregistrés au Rwanda.

## Histoire

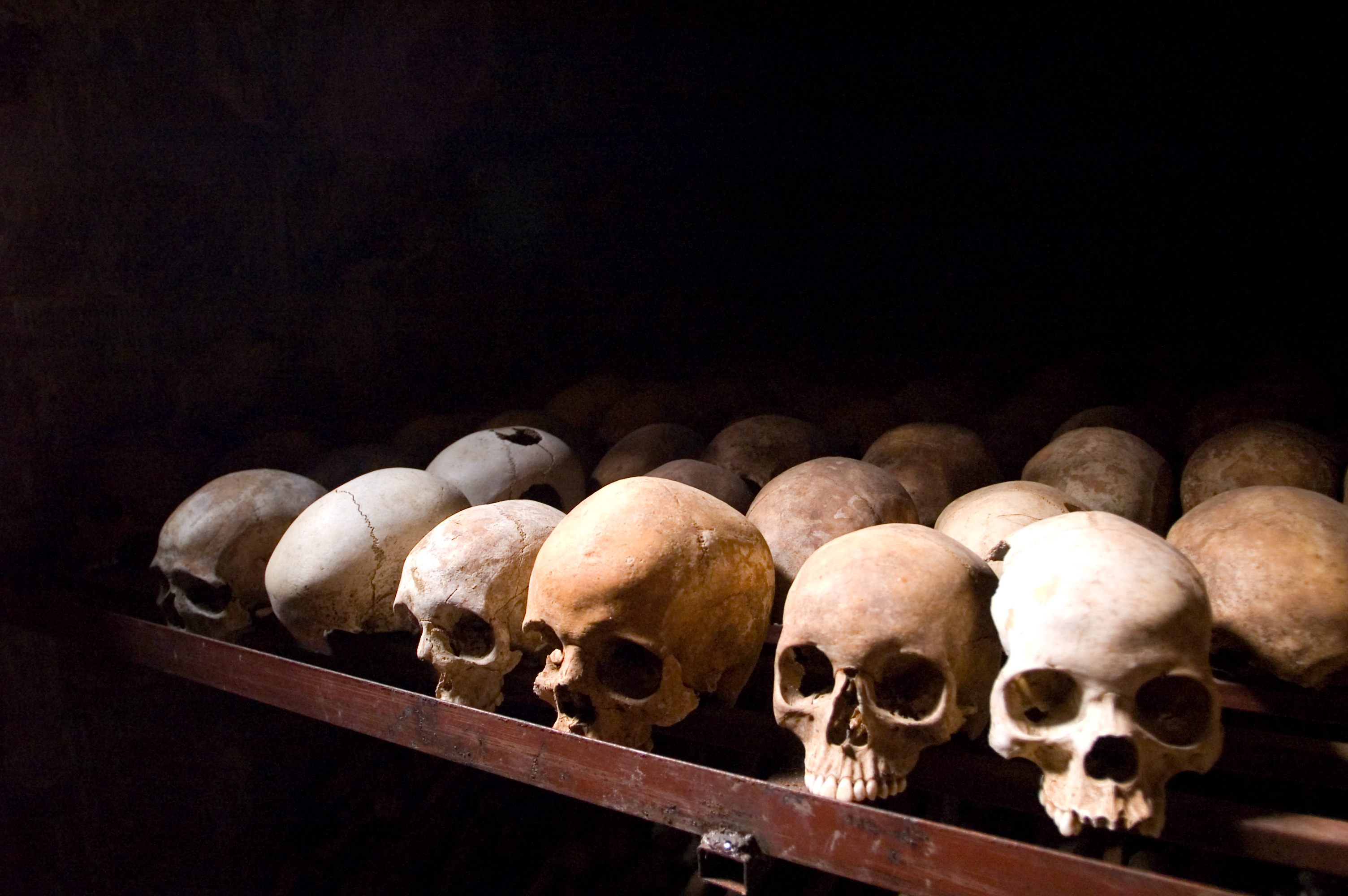
Crânes humains au mémorial du génocide de Nyamata

Le Génocide perpétré contre les Tutsi du Rwanda commence en avril 1994.
De nombreux Tutsis se réfugient sur les hauteurs des collines à Bisesero. L'endroit est précédé par la réputation d'être difficilement accessible et d'être le lieu sur lequel jamais, les auteurs des précédents massacres n'ont pu vaincre la résistance des Tutsi fuyant les tueries.
Sur les collines de Bisesero, se sont organisés et illustrés des résistants tels Aminadabu Birara.
La plupart des restes ont été enterrés, mais des vêtements et des cartes d'identité sont restés. Les cartes d'identité étaient celles qui identifiaient les gens comme tutsis, hutus, twa.
Le centre est inscrit, en septembre 2023, sur la liste du patrimoine mondial par l'UNESCO en tant que partie des « sites mémoriaux : Nyamata, Murambi, Gisozi et Bisesero ».